# Bézenet
 Bézenet  es una población y comuna francesa, situada en la región de Auvernia, departamento de Allier, en el distrito de Montluçon y cantón de Montmarault.

## Demografía
| 1050 | 973 | 1009 | 1005 | 922 | 953 |
| Para los censos de 1962 a 1999 la población legal corresponde a la población sin duplicidades (Fuente: INSEE [Consultar]) |     |      |      |     |     |